# ایکی ساوامورا
ایکی ساوامورا (انگلیسی: Ikki Sawamura؛ زاده ۱۰ ژوئیهٔ ۱۹۶۷) بازیگر اهل ژاپن است. 